# Holcocephala luteipes
Holcocephala luteipes är en tvåvingeart som beskrevs av Hermann 1924. Holcocephala luteipes ingår i släktet Holcocephala och familjen rovflugor. Inga underarter finns listade i Catalogue of Life.